# Santa Helena (Paraná)
Santa Helena es un municipio brasileño ubicado en el oeste del estado de Paraná. 
Se localiza a una latitud de 24º51' Sur y a una longitud de 54º19' Oeste, estando a una altitud de 258 metros sobre el nivel del mar. Posee una superficie de 758 km². Su población estimada en el año 2007 era de 22.794 habitantes. La ciudad se encuentra a orillas del río Paraná, y actualmente registra uno de los mayores niveles de crecimiento poblacional y económico de todo el estado.

## Historia
Los primeros colonos llegaron a la región hacia 1920 y se encontraron con varios terratenientes ingleses que se dedicaban a la explotación forestal y de la yerba mate, estos fueron expulsados a fines de los años 20 durante el movimiento de Columna Prestes. En 1967 se creó el municipio con tierras de los de Medianeira y Marechal Cândido Rondon. en 1982 comenzó el llenado del embalse formado por la represa de Itaipú inundando gran parte del territorio municipal.

## Turismo

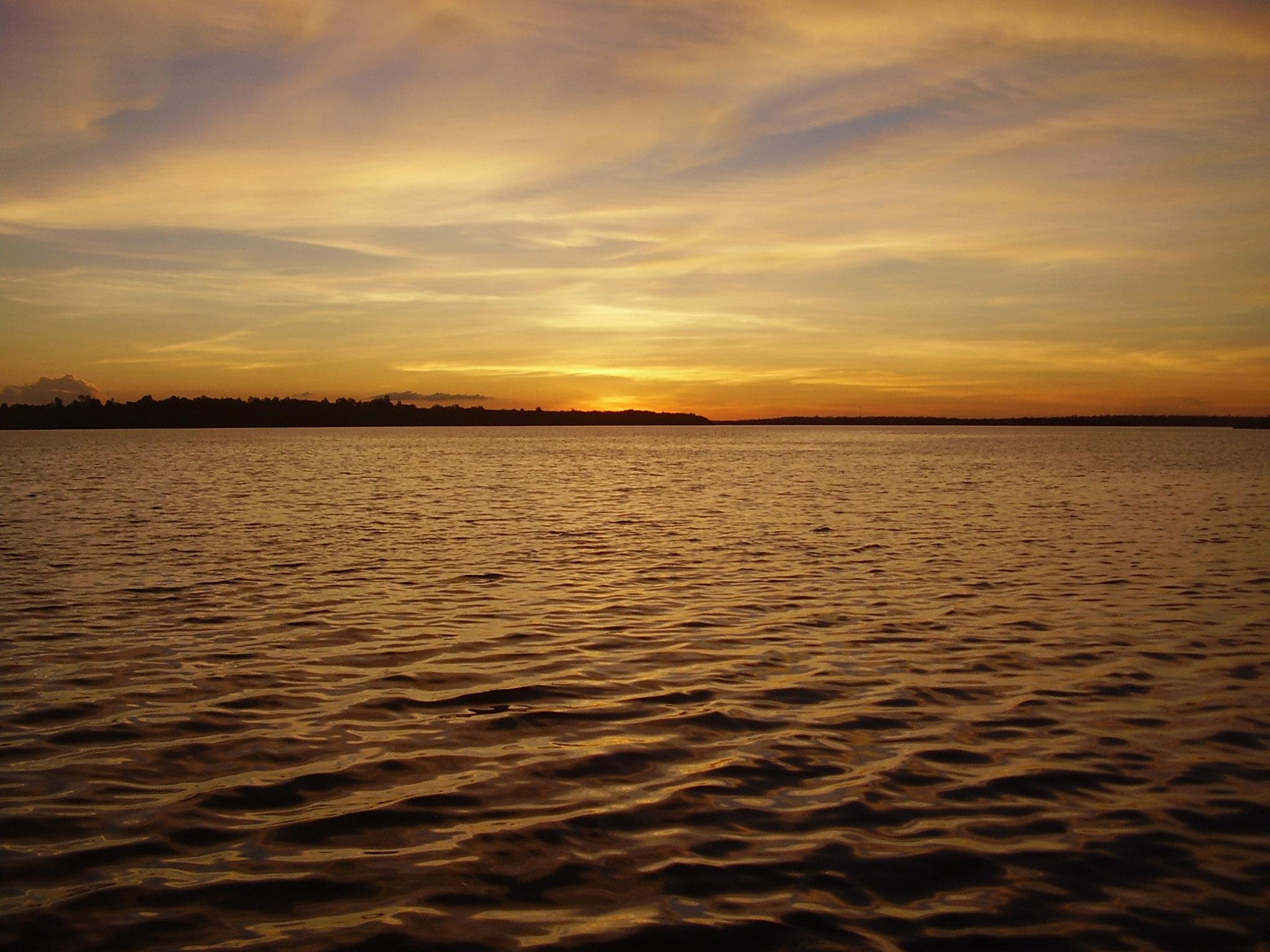
Puesta de sol vista desde el lago Itaipú.

La formación del embalse generado por la represa de Itaipú transformó a Santa Helena en un atractivo destino turístico, recibiendo hasta 10 000 visitantes por temporada, incluso de Argentina y Paraguay.
La ciudad cuenta con marinas, condominios y otras instalaciones destinadas al miniturismo. Además se encuentra cerca del Refugio Biológico Santa Helena, donde se puede apreciar la flora y fauna originales del lugar.
- Datos: Q2355851
- Multimedia: Santa Helena (Paraná) / Q2355851